# 见义勇为

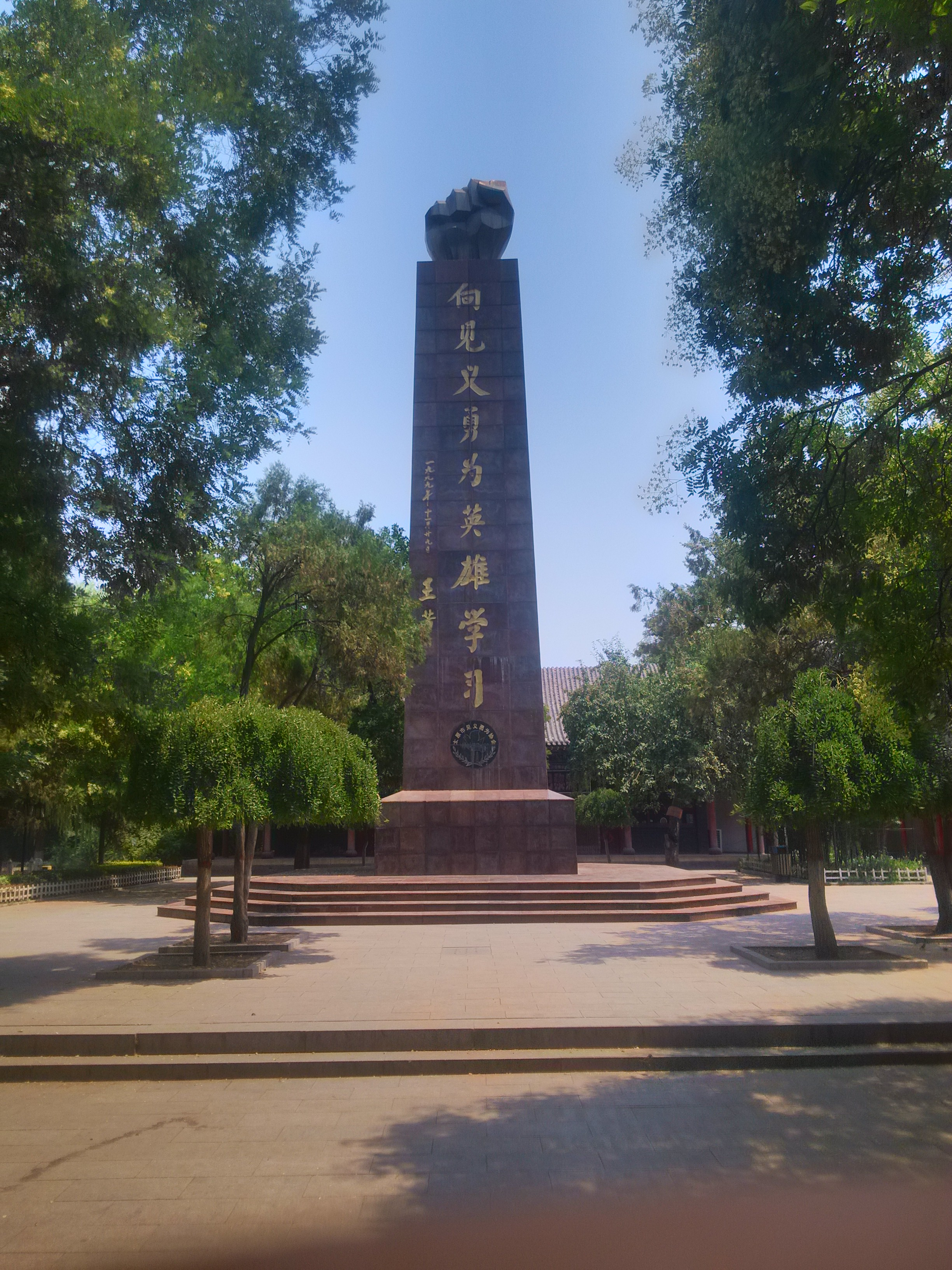
太原市见义勇为纪念碑

见义勇为是指在职务范围之外，制止对他人的人身、财产的不法侵害，或者抢险救灾、救助遇难者，一般而言，见义勇为会使行为人自己遭受损害，或者承担损害的风险。中国的一些地方政府制定了有关见义勇为的立法，对见义勇为的行为进行奖励。
见义勇为既可以是正当防卫行为，也可以是紧急避险行为，但正当防卫和紧急避险可以是保护自己利益，而见义勇为则是保护他人利益。见义勇为如果是单纯施救，而没有造成他人损害，则既非正当防卫、也非紧急避险，有些类似于无因管理。
近年来，在中国国内发生多起因见义勇为而产生的具体纠纷，有鉴于此，2017年3月15日，在中华人民共和国全国人民代表大会第五次会议上审议通过的《中华人民共和国民法总则》第184条规定：因自愿实施救助行为造成受助人损害的，救助人不承担民事责任。
按照《见义勇为人员奖励和保护条例条例》第二条和《实施办法》第四条规定，见义勇为行为的法律特征主要有： 
1. 见义勇为的主体是非负有法定职责或者义务的自然人。负有法定职责或者义务的主体，在履行法定职责或义务时，不能成为见义勇为的主体；
2. 见义勇为所保护的客体，是国家、集体利益或者他人的人身、财产安全。公民为保护本人生命财产安全而与违法犯罪作斗争的行为，不能认定为见义勇为；
3. 见义勇为的主观方面在于积极主动，不顾个人安危；
4. 见义勇为的客观方面表现为在国家、集体利益或者他人的人身、财产遭受正在进行的侵害的时候，义无返顾地与危害行为或者自然灾害进行斗争的行为

## 语源
“见义勇为”出自《论语》“为政”：孔子说“见义不为，无勇也。”最晚在《欧阳修集》“附录二 先公事迹”（欧阳发等述）中，就出现了“见义勇为”一词。